# 追手町 (会津若松市)
追手町（おうてまち）は、福島県会津若松市にある町。郵便番号は965-0873。

## 概要
会津若松市市街地の中部に位置しており、若松城（鶴ヶ城）周辺を町域とする。町域北部には会津保健所・福島地方裁判所会津若松支部・福島県会津若松合同庁舎・会津若松市中央公民館などが存在し、公共機関・施設が集まる。
町名は旧来の地名である、栄町字追手前からとされる。

## 地理
会津盆地南東部に位置する会津地方の中心都市、会津若松市の北西部に位置する。周囲の地域とともに阿賀川の支流、湯川、溷川やその支流により形成された扇状地上に発達した会津若松市の中心市街地を形作る。東は城前、城東町、西は山鹿町、米代、南は城南町、北は東栄町、西栄町に接する。

## 歴史

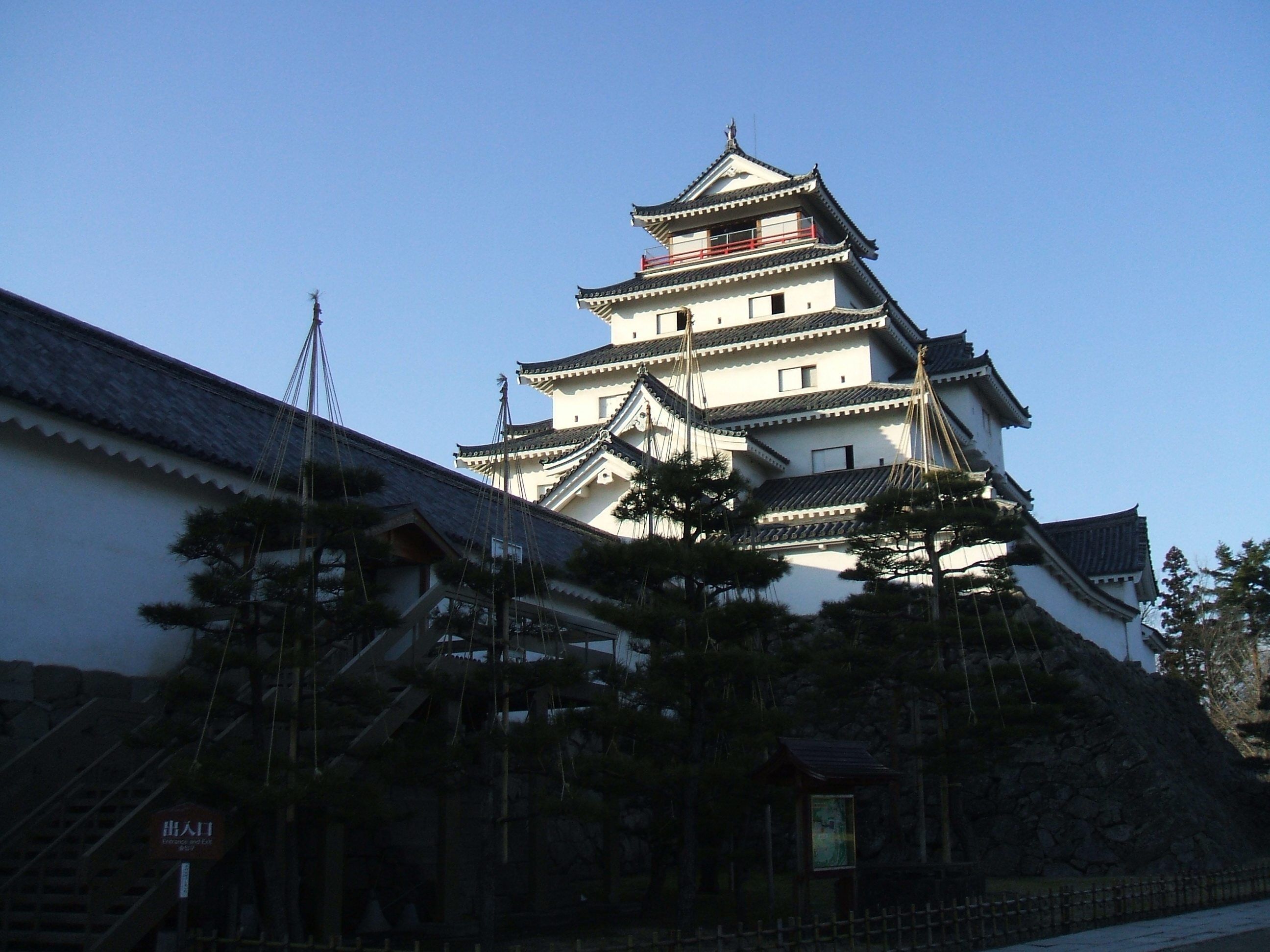
現在の若松城（鶴ヶ城）

### 中世、近世
1384年、小田垣に蘆名直盛が東黒川館を築いた。これがのちに黒川城、小田垣城と言われるようになる。その後、蒲生氏郷により黒川が若松と改められ、1593年には城の改築をはじめた。これによって完成したのが天守（七層）、馬出、櫓などを備える城で、この際に内外の郭もつくられた。また、1640年、加藤明成は城の追手を北にしたほか、天守を五層に改めた。
明治元年9月22日（1868年）、戊辰戦争の戦いの結果、若松城は降伏し、開城する。

### 近代
明治時代に入ると、民生取締所、民生局による統治を経て、1870年に若松県が置かれたほか、江戸時代からの若松城下の町は再編され、本丁、米代、小田垣、横道、権現下郭に加えて、小田町、半兵衛町のそれぞれ一部（加えて外小田垣を含むともされる）が合わさり、若松栄町となった。栄町の町名は、戊辰戦争により周辺の地域が大きな被害を受けたため、以後栄えることを願い付けられたものされている。また、若松県庁が城内に置かれていた時期があったほか、1875年、新政府の方針により若松城は取り壊されている。
その後、1877年に旧来の福島県、磐前県、若松県が合併されて福島県となったことから若松県は廃止されたほか、1889年に町村制の施行によりそれぞれ若松町内の町名となる。1889年、合わせて若松栄町は栄町の町名となり、1899年には若松町の市制施行により若松市の町名となる。

### 現代
1955年、当時の若松市と高野村、一箕村、神指村、門田村、東山村、大戸村、湊村が合併、会津若松市となったことから、以後栄町は同市の町名となる。その後、1960年代に会津若松市の住居表示が実施され、現在の追手町周辺も対象となる。そして、1965年、旧栄町の一部により追手町が誕生する。
また、1965年には若松城（鶴ヶ城）の再建工事が実施され、これにより天守が再建されている。この天守は現在鶴ヶ城博物館として公開されており、さまざまな資料を展示している。その後、1990年には麟閣（茶室）の移築、2001年には干飯櫓、南走長家の復元がそれぞれ行われるなどされている。現在は鶴ヶ城修繕工事として外壁の補修工事及び、赤い瓦への葺き替えが行われており、2011年の春に完成する予定である。

## 町名の変遷
| 実施後 | 実施年月日   | 実施前       |
| ------ | ------------ | ------------ |
| 追手町 | 1965年2月1日 | 栄町（一部） |

## 世帯数と人口
2017年（平成29年）8月1日現在の世帯数と人口は以下の通りである。
| 町丁   | 世帯数  | 人口  |
| ------ | ------- | ----- |
| 追手町 | 108世帯 | 212人 |

## 交通

### バス
町域西側を通る国道118号などで会津乗合自動車によるバスが運行されているほか、観光向けのバスとして運行されている「ハイカラさん」、「あかべぇ」も追手町北側の会津若松市道を経由している。加えて、会津若松市発着の高速バスのうち一部が町内の鶴ヶ城・合同庁舎バス停から発着している。

#### 高速バス
- 仙台 - 会津若松線
- 福島 - 会津若松線
- 会津若松 - 郡山 - いわき線
- 会津若松 - 新潟線
- 会津若松 - 野沢線

#### 路線バス等の系統
- 市内3コース
- 市内4コース
- 市内5コース
- 市内6コース
- 鶴ヶ城・飯盛山線
- 芦の牧線
- 原長谷川線
- ハイカラさん
- あかべぇ

- 塩川・喜多方線
- 熊倉・喜多方線
- 笈川線
- 年貢町経由永井野線
- リズム線

### 道路
- 国道118号
- 国道121号
- 国道401号
  - 国道121号、国道401号は国道118号との重複指定

## 施設

### 公的機関
- 福島県会津若松合同庁舎
- 福島地方裁判所会津若松支部
- 福島家庭裁判所会津若松支部
- 会津若松簡易裁判所
- 福島刑務所会津若松拘置支所
- 会津保健所
- 会津若松社会保険事務所
- 会津森林管理署
- 会津若松市役所追手町庁舎
- 会津若松市中央公民館
- 会津若松警察署城前交番

## 神社、寺院、史跡、観光地

### 神社
- 笠間稲荷神社
- 鶴ヶ城稲荷大明神

### 史跡
- 若松城（鶴ヶ城）
- 鶴ヶ城公園
- 麟閣